# 早川和男
早川 和男（はやかわ かずお、1931年5月1日 - 2018年7月25日）は、日本の建築学者、神戸大学名誉教授。専門は住居学。

## 来歴
奈良市出身。京都大学工学部建築学科卒業。西山夘三に師事。1973年「都市開発における空間価値の研究」で京都大学工学博士。日本住宅公団技師、建設省建築研究所建築経済研究室長などを経て、1978年神戸大学教授。1982年日本住宅会議事務局長。1993年『居住福祉の論理』で今和次郎賞受賞。1995年神戸大学を定年、名誉教授、長崎総合科学大学教授、日本福祉大学客員教授。「住まいは人権」をかかげて住宅・土地問題に取り組む。日本居住福祉学会会長、国際居住福祉研究所長を歴任。2001年より「日中韓居住問題国際会議」を三国の研究者らと開催。「住居は人権」という理念のもと、「居住福祉」の概念を国際的に展開する「居住学」の第一人者。
「九条科学者の会」呼びかけ人を務めている。

## 著書・編著

### 著書
- 『空間価値論 都市開発と地価の構造』勁草書房 1973
- 『土地問題の政治経済学 市民のための空間をもとめて』東洋経済新報社 (東経選書) 1977
- 『住宅貧乏物語』1979 岩波新書
- 『日本の住宅革命 ウサギ小屋からの脱出』東洋経済新報社(東経選書)　1983
- 『新・日本住宅物語』1984 朝日選書
- 『“狂乱"地価への提言』1987 岩波ブックレット
- 『住まいの処方箋 「住」は人が主(あるじ)なのだ』情報センター出版局 1987
- 『土地と住まいの思想 「あたりまえ」を実現するために』情報センター出版局 1988
- 『住宅』日本経済新聞社(日経産業シリーズ) 1988
- 『欧米住宅物語 人は住むためにいかに闘っているか』1990 新潮選書
- 『老いの住まい学』1993 (岩波ブックレット
- 『安心思想の住まい学 それは、やすらぎと心地よさ』三五館 1995
- 『居住福祉』1997 (岩波新書)
- 『災害と居住福祉 神戸失策行政を未来に生かすために』三五館 2001
- 『居住福祉資源発見の旅』1-2 東信堂 (居住福祉ブックレット）2006-08
- 『権力に迎合する学者たち 「反骨的学問」のススメ』三五館 2007
- 『居住福祉の世界 対談集』東信堂(居住福祉ブックレット 2009
- 『早川式「居住学」の方法 五〇年の思索と実践』三五館 2009
- 『災害に負けない「居住福祉」』藤原書店 2011
- 『居住福祉社会へ 「老い」から住まいを考える』岩波書店 2014
- 『「居住福祉資源」の思想 生活空間原論序説』東信堂 2017

### 共編著
- 『住宅問題入門』和田八束,西川桂治共編 1968 (有斐閣双書)
- 『住居は人権である』 文新社(環境問題シリーズ 1980
- 『住宅問題と労働運動』角橋徹也共編著 都市文化社 1985
- 『現代すまい考 すまいは人間と暮らしにどう影響するか』都市文化社 1986
- 『市民のすまいと居住政策』 学陽書房(シリーズ自治を創る　1988
- 『住宅人権の思想』 学陽書房 1991
- 『世界の社会政策 統合と発展をめざして』伊部英男共編著 ミネルヴァ書房 1992
- 『居住福祉の論理』岡本祥浩共著 東京大学出版会 1993
- 『住まいの論理 安全と豊かさを求めて』児玉善郎共編著 嵯峨野書院 1995
- 『学問に情けあり 学者の社会的責任を問う』西山夘三共著 大月書店 1996
- 『阪神大震災が問う現代技術』星野芳郎共編 技術と人間 1996
- 『医療と居住福祉のまちづくり 神戸からの発信』大西和雄共著 1997 (かもがわブックレット
- 『居住福祉学と人間 「いのちと住まい」の学問ばなし』野口定久,武川正吾共編 三五館 2002
- 『居住福祉学の構築』吉田邦彦,岡本祥浩共編 信山社(居住福祉研究叢書 2006
- 『ホームレス・強制立退きと居住福祉』吉田邦彦,岡本祥浩共編 信山社(居住福祉研究叢書)　2007
- 『中山間地の居住福祉』野口定久,吉田邦彦共編 信山社(居住福祉研究叢書)2008
- 『ケースブック日本の居住貧困 子育て/高齢障がい者/難病患者』岡本祥浩,早川潤一共編 藤原書店 2011
- 『「居住」の権利とくらし 東日本大震災復興をみすえて』家正治,熊野勝之,森島吉美,大橋昌広共編 藤原書店 2012
- 『災害復興と居住福祉』(居住福祉研究叢書 井上英夫,吉田邦彦共編集 信山社, 2012

## 参考
- 日本人名大事典、著書の紹介文
- 研究者群像＞早川和男に聞く